# (36678) 2000 QJ228
2000 QJ228 (asteroide 36678) é um asteroide da cintura principal. Possui uma excentricidade de 0.07293350 e uma inclinação de 3.80944º.
Este asteroide foi descoberto no dia 31 de agosto de 2000 por LINEAR em Socorro.